# سر نی: نقد و شرح تحلیلی و تطبیقی مثنوی
سر نی: نقد و شرح تحلیلی و تطبیقی مثنوی کتابی از عبدالحسین زرّین‌کوب است که در سال ۱۳۶۴ منتشر و در مراسم کتاب سال جمهوری اسلامی ایران به‌عنوان کتاب برگزیده معرفی شد.